# Neomyia intacta
Neomyia intacta är en tvåvingeart som först beskrevs av Charles Howard Curran 1935.  Neomyia intacta ingår i släktet Neomyia och familjen husflugor. Inga underarter finns listade i Catalogue of Life.